# Rosera
Rosera là một thành phố và khu đô thị của quận Samastipur thuộc bang Bihar, Ấn Độ.

## Nhân khẩu
Theo điều tra dân số năm 2001 của Ấn Độ, Rosera có dân số 27.494 người. Phái nam chiếm 53% tổng số dân và phái nữ chiếm 47%. Rosera có tỷ lệ 57% biết đọc biết viết, thấp hơn tỷ lệ trung bình toàn quốc là 59,5%: tỷ lệ cho phái nam là 65%, và tỷ lệ cho phái nữ là 47%. Tại Rosera, 18% dân số nhỏ hơn 6 tuổi.